# Mic atlas ornitologic
Mic atlas ornitologic este o carte  scrisă de Dimitrie Radu, în care sunt descrise diferite specii de păsări din întreaga lume. A apărut în anul 1983, fiind tipărită de editura Albatros.
Autorul menționează că dintre vertebratele terestre, păsările constituie grupul cel mai bogat în specii, care întrunesc aproape trei pătrimi din totalul speciilor animale. Păsările au apărut în urmă cu sute de milioane de ani. Ele au ca strămoși reptilele, însă au evoluat continuu, iar în prezent se poate spune că ocupă întreaga suprafață a pământului. Mediile diferite de viață în care trăiesc a dus la adaptarea lor și la diversificarea mare a speciilor. Această adaptare și răspândire a lor a fost ușurată de faptul că majoritatea păsărilor sunt zburătoare, ceea ce a înlesnit deplasarea lor rapidă dintr-un loc în altul. În zonele cu climă rece, unde sunt ierni geroase, pentru a supraviețui a luat naștere grupa păsărilor migratoare.
Observatorul este fascinat de coloritul lor variat, modul în care trăiesc, dansurile executate în timpul împerecherii, măiestria cu care își construiesc cuibul, sau manifestările sonore ca cântecele sau strigătele lor. Cartea este scrisă într-un limbaj accesibil micilor cititori sau adulților indiferent de vârstă, rolul ei educativ constând în faptul că trezește interesul cititorului pentru animale și în general pentru natură.